# Martna
Martna (en estonien : Martna vald) est une ancienne municipalité rurale d'Estonie située dans le comté de Lääne. Son chef-lieu était Martna.

## Géographie

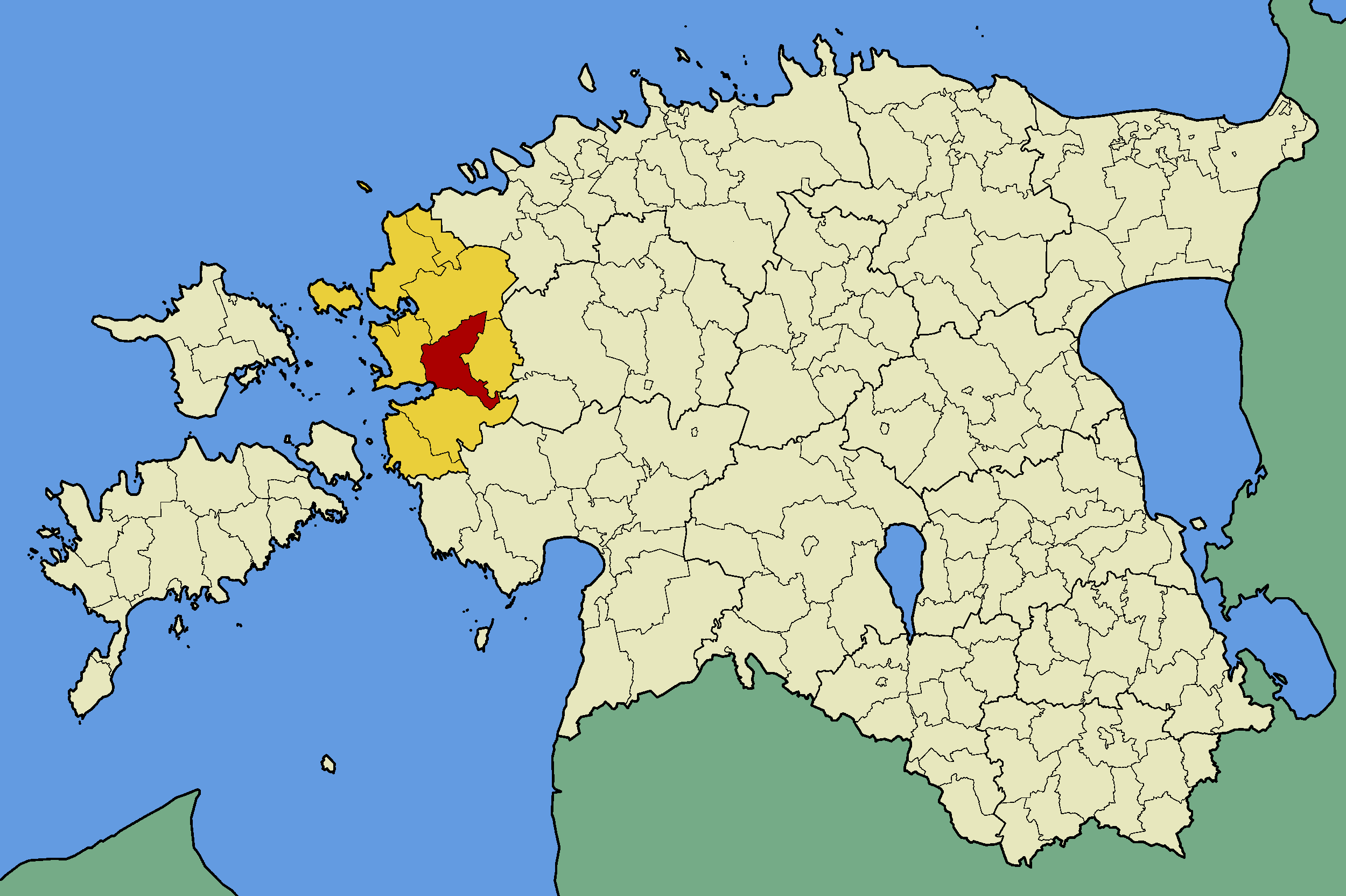
Ancienne commune de Martna (rouge), dans le comté de Lääne (jaune).

Elle s'étendait sur 269 km2 dans le centre du comté de Lääne
La municipalité comprenait 33 villages,dont les plus grands étaient Martna, Kirna, Kasari et Rõude, ainsi que ceux d'Allikotsa, Ehmja, Enivere, Jõesse, Kaare, Kaasiku, Kabeli, Kasari, Keravere, Keskküla, Keskvere, Kesu, Kirna, Kokre, Kuluse, Kurevere, Laiküla, Liivaküla, Martna, Männiku, Niinja, Nõmme, Ohtla, Oonga, Putkaste, Rannajõe, Rõude, Soo-otsa, Suure-Lähtru, Tammiku, Tuka, Uusküla, Vanaküla et Väike-Lähtru.

## Histoire
En octobre 2017, elle a fusionné avec la commune de Lääne-Nigula.

## Démographie
La population s'élevait à 863 habitants en 2012.